# Антенор (скульптор)
Антенор (др.-греч. Ἀντήνωρ, Antḗnōr; конец VI — начало V в. до н. э.) — древнегреческий скульптор, работавший в Афинах.
Вероятный учитель Крития. Создатель знаменитой первой скульптуры «Тираноборцев», посвященной Гармодию и Аристогитону. Примечательно, что этот скульптор работал над преодолением ионийского влияния в греческом искусстве, которое ассоциировалось у афинян с Востоком, а значит и с деспотизмом.
Установлено его авторство скульптуры коры, найденной в Акрополе в так называемом «персидском мусоре», рядом с базой с именем Антенора. Она была создана между 520 и 510 гг. до н. э. Эта статуя является переходом от позднего архаического к строгому стилю древнегреческой скульптуры.
Вероятно, Антенор участвовал в создании скульптур фронтоне храма Аполлона в Дельфах.